# 鳙两极虫
鳙两极虫（学名：Myxidium aristichthysi）为两极科两极虫属的动物。在中国，分布于湖北等，营寄生生活，寄生在鳙的胆囊。